# Gressoney-Saint-Jean
Gressoney-Saint-Jean é uma comuna italiana da região do Vale de Aosta com cerca de 790 habitantes. Estende-se por uma área de 69 km², tendo uma densidade populacional de 11 hab/km². Faz fronteira com Ayas, Brusson, Gaby, Gressoney-La-Trinité, Rassa (VC), Riva Valdobbia (VC).

## Demografia
| Variação demográfica do município entre 1861 e 2011                               |
|                                                                                   |
| Fonte: Istituto Nazionale di Statistica (ISTAT) - Elaboração gráfica da Wikipedia |

## Ligaçoes externas
GressoneyOnLine.it